# Episodi de Il trenino Thomas (sesta stagione)
La sesta stagione de Il trenino Thomas è stata trasmessa in prima visione assoluta in Regno Unito sul canale Nick Jr. dal 16 settembre al 21 ottobre 2002. In Italia è andata in onda su JimJam.
| N° | Titolo originale                    | Titolo italiano                      | Prima TV UK       |
| -- | ----------------------------------- | ------------------------------------ | ----------------- |
| 1  | Salty's Secret                      | Il segreto di Salty                  | 16 settembre 2002 |
| 2  | Harvey to the Rescue                | Harvey corre in soccorso             | 17 settembre 2002 |
| 3  | No Sleep for Cranky                 | Cranky non dorme mai                 | 18 settembre 2002 |
| 4  | A Bad Day for Harold the Helicopter | Una giornata per l'elicottero Harold | 19 settembre 2002 |
| 5  | Elizabeth the Vintage Lorry         | Elizabeth la camionetta d'epoca      | 20 settembre 2002 |
| 6  | The Fogman                          | Il segnalatore antinebbia            | 23 settembre 2002 |
| 7  | Jack Jumps In                       | Arriva Jack                          | 24 settembre 2002 |
| 8  | A Friend in Need                    | Un'amica in pericolo                 | 25 settembre 2002 |
| 9  | It's Only Snow                      | Quanta neve!                         | 26 settembre 2002 |
| 10 | Twin Trouble                        | Le gemelle litigarelle               | 27 settembre 2002 |
| 11 | The World's Strongest Engine        | La locomotiva più forte del mondo    | 30 settembre 2002 |
| 12 | Scaredy Engines                     | Locomotive fifone                    | 1º ottobre 2002   |
| 13 | Percy and the Haunted Mine          | Percy e la miniera stregata          | 2 ottobre 2002    |
| 14 | Middle Engine                       | La locomotiva intermedia             | 3 ottobre 2002    |
| 15 | James and the Red Ballon            | James e il pallone rosso             | 4 ottobre 2002    |
| 16 | Jack Frost                          | L'uomo di neve                       | 7 ottobre 2002    |
| 17 | Gordon Takes a Tumble               | Gordon fa un capitombolo             | 8 ottobre 2002    |
| 18 | Percy's Chocolate Crunch            | La locomotiva e il cioccolato        | 9 ottobre 2002    |
| 19 | Buffer Bother                       | I respingenti nuovi                  | 10 ottobre 2002   |
| 20 | Toby had a Little Lamb              | Toby e gli agnellini                 | 11 ottobre 2002   |
| 21 | Thomas, Percy and the Squeak        | Il topolino                          | 14 ottobre 2002   |
| 22 | Thomas the Jet Engine               | La locomotiva a reazione             | 15 ottobre 2002   |
| 23 | Edward the Very Useful Engine       | La locomotiva di spinta              | 16 ottobre 2002   |
| 24 | Dunkin Duncan                       | La locomotiva frettolosa             | 17 ottobre 2002   |
| 25 | Rusty Saves the Day                 | Rusty fa riaprire una linea          | 18 ottobre 2002   |
| 26 | Faulty Whistles                     | Fischi fasulli                       | 21 ottobre 2002   |

## Il segreto di Salty
Una locomotiva diesel chiamata Salty arriva sull'isola di Sodor. Lui adora il mare, e spera di poter lavorare al porto di Brendam. Sfortunatamente, gli tocca lavorare alla cava con Bill, Ben e Mavis. Ma, siccome i suoi amici vedono che è triste, Pallone Gonfiato manda Salty a lavorare al porto.

## Harvey corre in soccorso
La locomotiva Harvey arriva a Sodor, però le altre locomotive lo prendono in giro perché è dotato di una gru e ciò lo rende strano. Però, le altre locomotive cambiano opinione su Harvey quando questo salva Percy dopo un incidente.

## Cranky non dorme mai
Cranky, la gru del porto di Brendam, è molto stanco perché non riesce mai a riposarsi a causa del troppo lavoro. Però, un giorno, dopo aver sentito le storie piratesche di Salty tutto il giorno, diventa molto irritato e per sbaglio abbatte una rimessa al porto, bloccando al porto Salty, Bill e Ben.

## Una giornata per l'elicottero Harold
Harold si vanta con Percy del fatto che lui potrebbe portare tutta la posta del treno postale in una volta quando la locomotiva rimane ferma a causa di un segnale rotto sulla linea. Prestò, l'elicottero si ricrederà quando il suo motore si rompe e cade in un mucchio di fieno.

## Elizabeth la camionetta d'epoca
Un giorno, a Thomas si rompono le bielle perché andava velocemente. Il suo macchinista cerca un telefono per chiamare i soccorsi, però trova una rimessa, ed al suo interno trova una vecchia camionetta a vapore, Elizabeth.

## Il segnalatore antinebbia
Pallone Gonfiato decide di sostituire il sorvegliante Cyril, che avvertiva le locomotive quando la visibilità era bassa a causa della nebbia, con un segnalatore antinebbia che emette un forte suono per allertire le locomotive. Alle locomotive non piace quell'aggeggio, e Pallone Gonfiato capisce che è inaffidabile quando Thomas rimane bloccato in una frana causata dal segnalatore.

## Arriva Jack
Thomas consegna una pala caricatrice di nome Jack al sito di costruzioni di Miss Jenny. Però, Jack è molto eccitato e vuole aiutare e conoscere tutti, ma non è prudente mentre fa ciò.

## Un'amica in pericolo
Jack e gli altri membri della Squadra di Costruzioni di Miss Jenny lavorano nella realizzazione di una strada che passa sotto ad un ponte ferroviario. Però, la pala meccanica a vapore Ned non riesce ad abbassare abbastanza il suo braccio per permettergli di passare sotto il ponte, e per sbaglio ruppe la chiave di volta del ponte, causandone il crollo.

## Quanta neve!
Thomas e Toby devono consegnare un albero di Natale e vari addobbi ad un villaggio sulla linea secondaria di Toby. Però, a Thomas si rompe lo spazzaneve, che penzola dal respingente sinistro della locomotiva e demolisce una torre dell'acqua. Le due locomotive rimangono bloccate nella neve, ma Thomas non si arrende.

## Le gemelle litigarelle
Dopo un incidente, le due locomotive gemelle Donald e Douglas continuano a bisticciare e litigare. Perciò, decidono di non parlarsi più e di lavorare separatamente. Ma dopo un po', capiscono che era meglio quando lavoravano insieme.

## La locomotiva più forte del mondo
Mentre Henry viene riparato dopo aver fatto un incidente, Diesel viene mandato a lavorare al porto al posto suo. Però, i carri decidono di prendersi gioco di Diesel e gli dicono di provare a tirarli tutti insieme. Diesel li ascolta e finisce per cadere dal molo.

## Locomotive fifone
Ad Halloween, Thomas prende in giro Percy per aver paura della fonderia. Duck è dispiaciuto per Percy, e quando il direttore dice che adesso basta solo una locomotiva, dice che Thomas vorrebbe rimanere lì. Thomas dice che tanto non ha paura, ma dopo che le altre locomotive se ne vanno, rimane terrorizzato e quando urta delle catene ed un vecchio fischio, pensa di esser inseguito da un fantasma e fugge.

## Percy e la miniera stregata
Una notte, Percy deve andare a Maithwaite, ma lui ha paura, perché deve passare per una miniera abbandonata. Ma quando ci passa davanti, vede una torre crollare. Inoltre, dopo che Donald e Douglas gli dicono che è colpa dei nanetti cattivelli, la sua paura cresce ancora di più. Però, realizzerà che in realtà non c'era bisogno di avere paura.

## La locomotiva intermedia
Percy viene presa in giro da 'Arry e Bert per essere una locomotiva intermedia, e a causa di ciò, quando Henry va a sbattere contro i suoi vagoni, finisce per salire sulla rampa di scarico e causa disordine e ritardo. Il giorno seguente, James sostituisce Percy allo scalo della fonderia e anche lui diventa una locomotiva intermedia, però non riesce a muoversi. Perciò, Percy deve soccorrerlo.

## James e il pallone rosso
Un giorno, Thomas consegna un pallone aerostatico rosso al campo di volo. Però, James, ma anche Thomas, dopo essere stato influenzato da James, si lamenta del fatto che il pallone li rimpiazzerà e porterà i turisti al loro posto. Però, alla fine James realizza che i turisti hanno comunque bisogno delle locomotive per tornare a casa.

## L'uomo di neve
Quando James e Percy devono consegnare del carbone di scorta alle stazioni durante la notte, Thomas scherza sull'uomo di neve, una creatura mostruosa ricoperta di ghiaccioli appuntiti. Percy si spaventa, James invece rimane impassibile. Però, alla fine delle consegne, Percy è costretto a dare il suo carbone ad un capostazione e viene parcheggiato su un binario morto. Nel tornare al deposito, però, James vede Percy sepolto nella neve e circondato da ghiaccioli, e si spaventa.

## Gordon fa un capitombolo
L'arrogante locomotiva Gordon deve portare diversi treni merci a causa di ritardi causati dalla nebbia. Però, a causa della fretta, la locomotiva non legge un cartello che dice di rallentare e finisce per ribaltarsi fuori dai binari e finire in un campo.

## La locomotiva e il cioccolato
Percy viene preso in giro dalle altre locomotive perché continua a sporcarsi mentre lavora, ma siccome bisogna risparmiare l'acqua può venire lavato una volta al giorno. Quando però si offre di portare dello zucchero alla fabbrica del cioccolato, diventa la locomotiva più sporca di tutte.

## I respingenti nuovi
I respingenti di Ben sono danneggiati, e Pallone Gonfiato lo manda all'officina per farsene montare di nuovi, lasciando Bill a lavorare alla cava da solo con Mavis. Bill è geloso dei respingenti nuovi di Ben, e non presta attenzione al suo lavoro, causando un incidente.

## Toby e gli agnellini
Durante una bufera di neve, Toby viene avvertito da un fattore, in quanto le sue pecore avevano avuto gli agnellini ma erano bloccate nella neve. Perciò, Toby deve cercare di portare il veterinario dagli agnellini nonostante gli ostacoli.

## Il topolino
La cantante lirica Allicia Botti, famosa per il suo potente acuto, sta per arrivare sull'isola di Sodor, e le locomotive discutono su chi andrà a prenderla. Alla fine viene scelto Thomas, ma mentre si dirige al porto sente uno strano stridio. Quando Allicia Botti apre la porta di Clarabel, scopre che c'è un topolino nella carrozza.

## La locomotiva a reazione
Gordon si vanta del fatto che lui è la locomotiva più veloce dell'isola di Sodor. Quando Thomas finisce per correre all'impazzata a causa di un motore a reazione acceso per errore, sarà lui ad avere l'ultima risata.

## La locomotiva di spinta
Gordon pensa che Edward sia una locomotiva vecchia e inutile, ma quando rimarrà bloccato su una collina Edward dimostra alla locomotiva quanto lui possa ancora essere utile.

## La locomotiva frettolosa
L'impaziente locomotiva Duncan vorrebbe che Rusty, Skarloey e Rheneas lavorassero più velocemente alla funicolare, ma loro cercano di attenersi alle regole ferroviarie. Duncan cerca di dimostrare quanto sia veloce, ma la sua disattenzione lo porta ad un bagno di fango.

## Rusty fa riaprire una linea
La linea di Skarloey e Rheneas è troppo malconcia, e Pallone Gonfiato ne ordina la chiusura e manda le due locomotive alla cava, per lavorare con Rusty. Tuttavia, la cava viene chiusa per l'estrazione di rocce, e Rusty cerca nel tempo a disposizione di riparare la linea di Skarloey e Rheneas.

## Fischi fasulli
Quando Peter Sam perde accidentalmente il suo fischietto a causa di un ramo, gli viene impedito di lavorare finché non ne ha ricevuto uno nuovo. Duncan lo prende in giro, e si vanta del fatto che una locomotiva non è una locomotiva senza un fischietto, ma impara la lezione quando anche lui perde il fischietto.

## Distribuzione home video
La stagione è stata distribuita in Italia via home video dalla Dynit, attraverso 2 DVD. I DVD sono:
- Percy e la miniera stregata
- La locomotiva a reazione